# Hilarion Alféiev
Hilarion Alféiev, nascut Grigori Valérievitx Alféiev rus: Григо́рий Вале́риевич Алфе́ев (Moscou, 24 de juliol de 1966) és un teòleg ortodox i compositor rus. Des de 2002 és representant de l'Església Ortodoxa Russa a la Unió Europea, i des de 2003 n'és bisbe de Viena i Àustria. És doctor en filosofia per la Universitat d'Oxford i doctor en teologia per l'Institut de teologia ortodoxa Saint-Serge.